# М'єзговці
М'єзговці — село в окрузі Бановці-над-Бебравою Банськобистрицького краю Словаччини. Станом на грудень 2015 року в селі проживало 277 людей.

## Географія
Протікає Мєзговський потік.

## Населення
| Рік:            | 1994. | 2004.   | 2014.    | 2024.   |
| --------------- | ----- | ------- | -------- | ------- |
| Кількість осіб: | 242   | 245     | 280      | 298     |
| Різниця:        |       | +1,23 % | +14,28 % | +6,42 % |

| Рік:            | 2023. | 2024.   |
| --------------- | ----- | ------- |
| Кількість осіб: | 296   | 298     |
| Різниця:        |       | +0,67 % |